# Plagiochaeta sylvestris
Plagiochaeta sylvestris är en ringmaskart som först beskrevs av Hutton 1877.  Plagiochaeta sylvestris ingår i släktet Plagiochaeta och familjen Acanthodrilidae. Inga underarter finns listade i Catalogue of Life.